# Tarista ricalis
Tarista ricalis är en fjärilsart som beskrevs av William Schaus 1906. Tarista ricalis ingår i släktet Tarista och familjen nattflyn. Inga underarter finns listade i Catalogue of Life.